# Pupienus
Pupienus (tiếng Latinh: Marcus Clodius Pupienus Maximus Augustus; 178 – 238), Còn gọi là Pupienus Maximus, là Hoàng đế La Mã với Balbinus trong ba tháng vào năm 238, năm của sáu vị Hoàng đế. Các nguồn tài liệu vào thời kỳ này đều ít ỏi, do đó những hiểu biết về cuộc đời của Hoàng đế có phần hạn chế. Trong hầu hết các văn bản hiện nay thì Pupienus thường gọi bằng cái tên "Maximus" hơn là tên riêng (tên gia đình) Pupienus của mình.

## Thiếu thời
Historia Augusta mà cứ liệu khó mà tin tưởng được một cách dè dặt đã mô tả Pupienus như một tấm gương về sự thăng tiến thông qua cursus honorum nhờ thành công quân sự. Nó ghi rằng ông là con trai của một thợ rèn được nhận nuôi bởi một người tên là Pescennia Marcellina (cũng không rõ) và bắt đầu sự nghiệp của mình như một Centurio primus pilus trước khi trở thành một Militum Tribunus rồi sau là một Pháp quan. Trên thực tế ông còn có một phần thuộc giới quý tộc, dù chỉ là thứ yếu và có thể là thời gian gần đây. Đến từ thành phố Volterra của người Etrusca, từ đó suy đoán rằng Pupienus là con trai của Marcus Pupienus Maximus, một nghị viên và là thành viên đầu tiên của nhà ông tham gia vào Viện Nguyên lão và vợ Clodia Pulchra.
Sự nghiệp của Pupienus khá là ấn tượng, từng nắm giữ nhiều chức vụ quan trọng dưới thời trị vì của nhà Severanus trong suốt cuối thế kỷ 2 và đầu thế kỷ 3. Điều này còn bao gồm cả việc ông được phân công làm Thống đốc các tỉnh thuộc Viện Nguyên lão gồm Bithynia et Pontus, Achaea, và Gallia Narbonensis. Sau đó ông được bổ nhiệm làm đại sứ triều đình cho một trong những tỉnh vùng Germania, có lẽ là sau khi được bổ làm chấp chính quan lần đầu tiên vào khoảng năm 207. Trong thời gian làm thống đốc, ông khá nổi tiếng và từng giành nhiều chiến thắng quân sự trước người Sarmatia và các bộ tộc German.
Năm 234, trong những năm cuối của triều đại Alexander Severus, ông được chỉ định làm chấp chính quan đến lần thứ hai. Cũng trong năm đó ông cũng được bổ nhiệm làm Thị trưởng thành Roma và nổi tiếng về tính nghiêm nghị, đến mức ông bị đám đông dân chúng Roma căm ghét.

## Triều đại

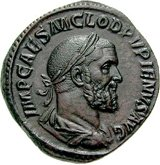
Đồng tiền xu Sestertius của Pupienus.

Khi hai cha con Gordianus I và II tự xưng là Hoàng đế ở châu Phi, Viện Nguyên lão đã bổ nhiệm một ủy ban gồm hai mươi người, bao gồm cả nghị viên già Pupienus phối hợp các hoạt động chống lại Maximinus cho tới khi Gordianus về đến. Khi nghe tin về thất bại và cái chết của cha con nhà Gordianus, Viện Nguyên lão đã tổ chức một phiên họp kín trong ngôi đền thờ thần Jupiter Capitolinus và bầu chọn hai thành viên của ủy ban làm đồng hoàng đế là Pupienus và Balbinus. Không giống với tình hình năm 161 như trường hợp của Marcus Aurelius và Lucius Verus, cả hai vị hoàng đế đều được bầu làm pontifices maximi, trưởng tư tế chính của giáo phái.
Theo nhà sử học Edward Gibbon (như sự mô tả từ bài tường thuật của Herodianus và trong cuốn Historia Augusta), thì sự lựa chọn là hợp lý vì: 
Trí tuệ của Maximus [Pupienus] được hình thành trong một cái khuôn đúc gồ ghề [so với Balbinus]. Nhờ lòng dũng cảm và tài năng của mình mà ông đã đưa ra bản thân từ gốc gác mờ nhạt đến những chức vụ đầu tiên của nhà nước và quân đội. Chiến thắng của ông trước những người Sarmatia và German, sự khổ hạnh trong cuộc đời và tính công minh cứng rắn của ông khi còn làm thị trưởng, đã kiềm chế sự quý trọng của một dân tộc mà tình cảm của họ đã dành cho việc ủng hộ Balbinus vốn hòa nhã hơn. Cả hai người đều từng là chấp chính quan... và, kể từ khi một người đã sáu mươi tuổi và người kìa thì bảy mươi bốn tuổi, họ đều có cả sự trưởng thành đầy đủ về tuổi tác lẫn kinh nghiệm.
Tuy nhiên, các phe phái trong Viện Nguyên lão đã hy vọng lợi dụng từ sự kế vị của nhà Gordianus để nhằm thao túng nhân dân và Cấm vệ quân Praetorian Guard vận động cho việc bầu chọn Gordianus III làm đồng hoàng đế như họ. Giao lại cho người đồng nghiệp cấp cao của ông Balbinus phụ trách chính quyền dân sự ở Roma, đôi khi trong cuối tháng 4 Pupienus hành quân đến Ravenna, nơi ông giám sát các chiến dịch chống lại Maximinus, tuyển mộ quân đồng minh người German đã từng phục vụ dưới trướng của ông khi còn ở Germania; về sau bị đám binh sĩ ám sát ngay bên ngoài Aquileia mà ông đã phái binh sĩ của cả bên Maximinus và của mình quay trở lại các tỉnh của họ (cùng với những món tiền thưởng lớn) và trở lại Roma cùng với đám vệ sĩ người German mới kiếm được.
Balbinus trong khi đó đã thất bại trong việc giữ gìn trật tự trị an ở thủ đô. Các nguồn tài liệu đều cho rằng Balbinus đã nghi ngờ việc Pupienus sử dụng đội vệ sĩ người German mới kiếm được để nhằm mục đích thay thế mình và họ sớm được sống trong các khu khác nhau trong hoàng cung. Điều này có nghĩa rằng họ đều lo ngại những thành phần bất mãn trong đám Cấm vệ quân, vốn đã phật ý khi phụng sự dưới quyền hoàng đế đã được Viện Nguyên lão bổ nhiệm rồi giờ đây định âm mưu giết họ. Pupienus đã nhận thấy mối đe dọa này nên xin Balbinus cho gọi đội vệ binh người German về triều trừ diệt phản tặc. Balbinus vì ngờ rằng tin này là một phần trong một âm mưu của Pupienus định ám sát ông nên đã từ chối, khi cả hai bắt đầu tranh luận thì đột nhiên đội Cấm vệ quân lập tức xông vào phòng, bắt giữ cả hai vị hoàng đế và kéo lê họ trở về trại lính của Cấm vệ quân để tra tấn và đâm chém dã man cho đến chết.

## Gia đình
Pupienus đã có ít nhất ba người con. Con trưởng là Tiberius Clodius Pupienus Pulcher Maximus, người nắm giữ chức chấp chính quan vào năm 235 và cũng là một người bảo trợ cho thị trấn Tibur bên ngoài Roma. Con út là Marcus Pupienus Africanus Maximus, từng giữ chức Chấp chính Ordinarius vào năm 236 như người đồng nhiệm của Hoàng đế Maximinus Thrax. Việc gia đình liên tục giữ chức chấp chính quan dưới thời Severus Alexander và Maximinus Thrax, đã cho thấy gia đình ông có tầm một ảnh hưởng và đặc ân cao trong triều. Pupienus còn có một đứa con gái tên là Pupiena Sextia Paulina Cethegilla, vợ của Marcus Ulpius Eubiotus Leurus.